# 前101年
| 千纪： | 前1千纪 |
| 世纪： | 前3世纪 \| 前2世纪 \| 前1世纪                                                                                     |
| 年代： | 前130年代 \| 前120年代 \| 前110年代 \| 前100年代 \| 前90年代 \| 前80年代 \| 前70年代                              |
| 年份： | 前106年 \| 前105年 \| 前104年 \| 前103年 \| 前102年 \| 前101年 \| 前100年 \| 前99年 \| 前98年 \| 前97年 \| 前96年 |
| 纪年： | 西汉太初四年 |

## 大事记
- 日耳曼族群被羅馬帝國將領擊潰於佛切里。
- 第二次漢攻大宛之戰。
- 且鞮侯單于接任呴犁湖單于擔任匈奴單于，為免受漢朝襲擊，除了向漢朝傳信說:「漢朝皇帝為我長輩。」外，也同時間將不願投降而被扣留於匈奴的漢使節，全被釋放回漢朝，除此，不久之後，也派使臣前往漢朝進貢。

## 逝世
- 呴犁湖單于。